# Tomaszowice (gmina)
Tomaszowice – dawna gmina wiejska istniejąca w XIX wieku w guberni lubelskiej. Siedzibą władz gminy był Tomaszowice.
Za Królestwa Polskiego gmina Tomaszowice należała do powiatu lubelskiego w guberni lubelskiej.
Brak informacji o dacie zniesienia gminy, lecz w wykazie z 1877 i 1884 roku jednostka już nie występuje, a Tomaszowice wchodzą w skład gminy Jastków.